# Barney Ewell
Harold Norwood „Barney” Ewell (ur. 25 lutego 1918 w Harrisburgu w Pensylwanii, zm. 4 kwietnia 1996 w Lancaster w Pensylwanii) – amerykański lekkoatleta sprinter, trzykrotny medalista olimpijski z 1948 z Londynu.
Urodzony w ubogiej rodzinie w Harrisburgu, przez wiele lat był czołowym sprinterem w Stanach Zjednoczonych. Jego pierwszym osiągnięciem było mistrzostwo USA (AAU) juniorów w biegu na 100 metrów w 1936. Później zdobywał mistrzostwo Stanów Zjednoczonych (AAU) seniorów w biegu na 100 metrów w 1941, 1945 i 1948 oraz w biegu na 200 metrów w 1939, 1946 i 1947. Był także akademickim mistrzem USA (NCAA) na 100 jardów i na 220 jardów w 1940 i 1941 oraz akademickim mistrzem (IC4A) na 100 jardów, 220 jardów oraz w skoku w dal w 1940, 1941 i 1942. Studiował wówczas na Pennsylvania State University. Po odbyciu służby wojskowej w latach II wojny światowej powrócił na uniwersytet, który ukończył w 1947. na mistrzostwach AAU w 1948 wyrównał (w wieku 30 lat) rekord świata na 100 m wynikiem 10,2 s.
Na igrzyskach olimpijskich w 1948 w Londynie wystąpił w trzech konkurencjach. Początkowo sądził, że wygrał finał biegu na 100 metrów, jednak analiza finiszu pokazała, że zajął 2. miejsce za swym rodakiem Harrisonem Dillardem. Podobnie w biegu na 200 metrów zdobył srebrny medal, tym razem przegrywając po zaciętej walce z innym Amerykaninem Melem Pattonem. W sztafecie 4 × 100 metrów pobiegł na 1. zmianie (po nim biegli Lorenzo Wright, Dillard i Patton). W finale sztafeta amerykańska wyraźnie wygrała, ale została zdyskwalifikowana za przekroczenie strefy zmian przy przekazywaniu pałeczki przez Ewella Wrightowi. Po analizie filmu z biegu okazało się, że zmiana był prawidłowa i sztafecie USA przywrócono złoty medal po 3 dniach od zakończenia konkurencji.
Po igrzyskach Ewell utracił status amatora i występował przez kilka lat jako zawodowy lekkoatleta.